# Castedo e Cotas
Castedo e Cotas (oficialmente: União das Freguesias de Castedo e Cotas) é uma freguesia portuguesa do município de Alijó, com 28,91 km² de área e 536 habitantes (censo de 2021). A sua densidade populacional é 18,5 hab./km².

## História
Foi constituída em 2013, no âmbito de uma reforma administrativa nacional, pela agregação das antigas freguesias de Castedo e Cotas, com sede em Castedo.

## Demografia
A população registada nos censos foi:
| Distribuição da População por Grupos Etários | Distribuição da População por Grupos Etários | Distribuição da População por Grupos Etários | Distribuição da População por Grupos Etários | Distribuição da População por Grupos Etários | Distribuição da População por Grupos Etários |
| -------------------------------------------- | -------------------------------------------- | -------------------------------------------- | -------------------------------------------- | -------------------------------------------- | -------------------------------------------- |
| Antes da agregação                           |                                              |                                              |                                              |                                              |                                              |
| Ano                                          | 0-14 anos                                    | 15-24 anos                                   | 25-64 anos                                   | >= 65 anos                                   | Total                                        |
| 2001                                         | 125                                          | 125                                          | 377                                          | 141                                          | 768                                          |
| 2011                                         | 86                                           | 61                                           | 322                                          | 149                                          | 618                                          |
| Após a agregação                             |                                              |                                              |                                              |                                              |                                              |
| Ano                                          | 0-14 anos                                    | 15-24 anos                                   | 25-64 anos                                   | >= 65 anos                                   | Total                                        |
| 2021                                         | 46                                           | 64                                           | 273                                          | 153                                          | 536                                          |

## Povoações
- Castedo
- Cotas
- Póvoa